# 라슈불
라슈불(Rrashbull)은 알바니아 서부 두러스 주의 코뮌로 두러스 지방자치체의 행정 구역 안에 속해 있는 마을이다. 2015년 행정 개편 이전에는 독립된 지방 자치체였으나, 2015년 지방 정부 개혁에 따라 두러스 지방자치체의 일부로 편입되어 두러스 지방자치체의 코뮌이 되었다. 2023년 인구 조사 기준 인구는 20,099명이다.

## 인구
| 연도 | 인구   | ±%     |
| ---- | ------ | ------ |
| 1989 | 12,191 | —      |
| 2001 | 17,719 | +45.3% |
| 2011 | 24,081 | +35.9% |
| 2023 | 20,099 | −16.5% |

## 문화

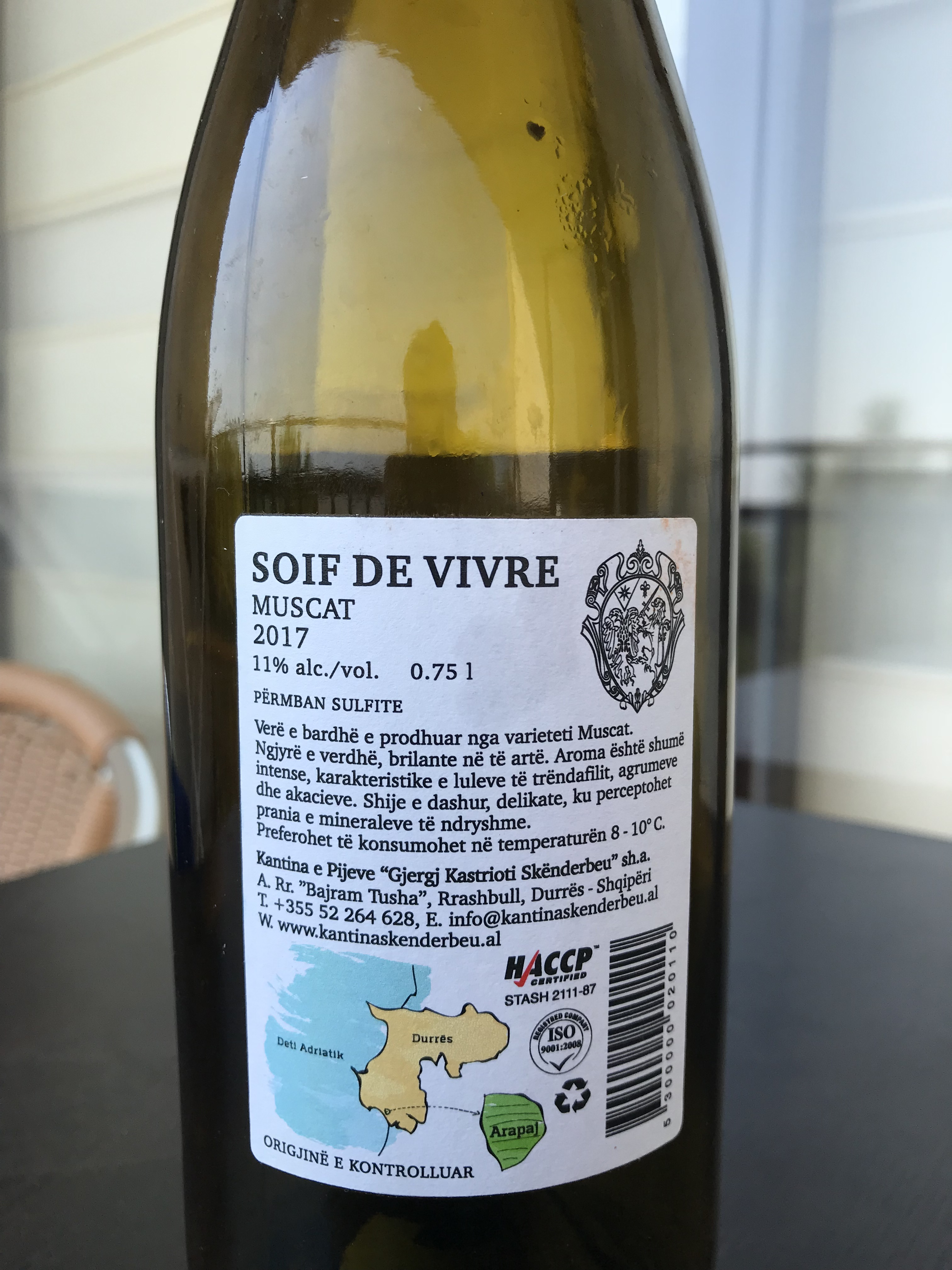

라슈불은 Arapaj마을에서도 증류되는 Gjergj Kastrioti Skënderbeu 와이너리로 유명하다.

## 마을
라슈불은 다음의 마을들로 구성되어 있다.
- Arapaj
- Bozanxhije
- Manskuri
- Romanat
- Sallmone
- Rrashbull
- Shënavlash
- Shkallnur
- Xhafzotaj